# Evelyn Hofer
Evelyn Hofer (21 janvier 1922 à Marbourg- 2 novembre 2009 à Mexico) est une photographe portraitiste et documentariste germano-américaine.

## Biographie
Evelyn Hofer est née en 1922 en Allemagne, à Marbourg. La famille s'installe à Genève en 1933 pour échapper au nazisme, puis à Madrid. Evelyn tente en vain d'entrer au Conservatoire de Paris, puis se tourne vers la photographie, d'abord en apprentissage à Zurich et à Bâle, puis en suivant des cours particuliers à Zurich.
Après l'arrivée au pouvoir de Franco, ils déménagent de nouveau au Mexique au début des années 1940. C'est au Mexique qu'elle a son premier travail en tant que photographe professionnelle. Elle s'installe à New York en 1946, où elle travaille avec Alexey Brodovitch de Harper's Bazaar et se lie d'amitié avec Richard Lindner et Saul Steinberg,.
Evelyn Hofer utilise une chambre photographique de quatre pouces sur cinq pour réaliser des portraits et des photographies panoramiques ordonnés et bien construits. Son style est centré sur des compositions directes, claires mais pas simples. Ses portraits montrent des sujets égarés, tristes ou du moins ambigus.
Dans les années 1970, Hilton Kramer, critique d'art du New York Times, l'appelle « la photographe inconnue la plus connue d'Amérique ».
Elle meurt à Mexico, au Mexique, à l'âge de 87 ans.

## Publications

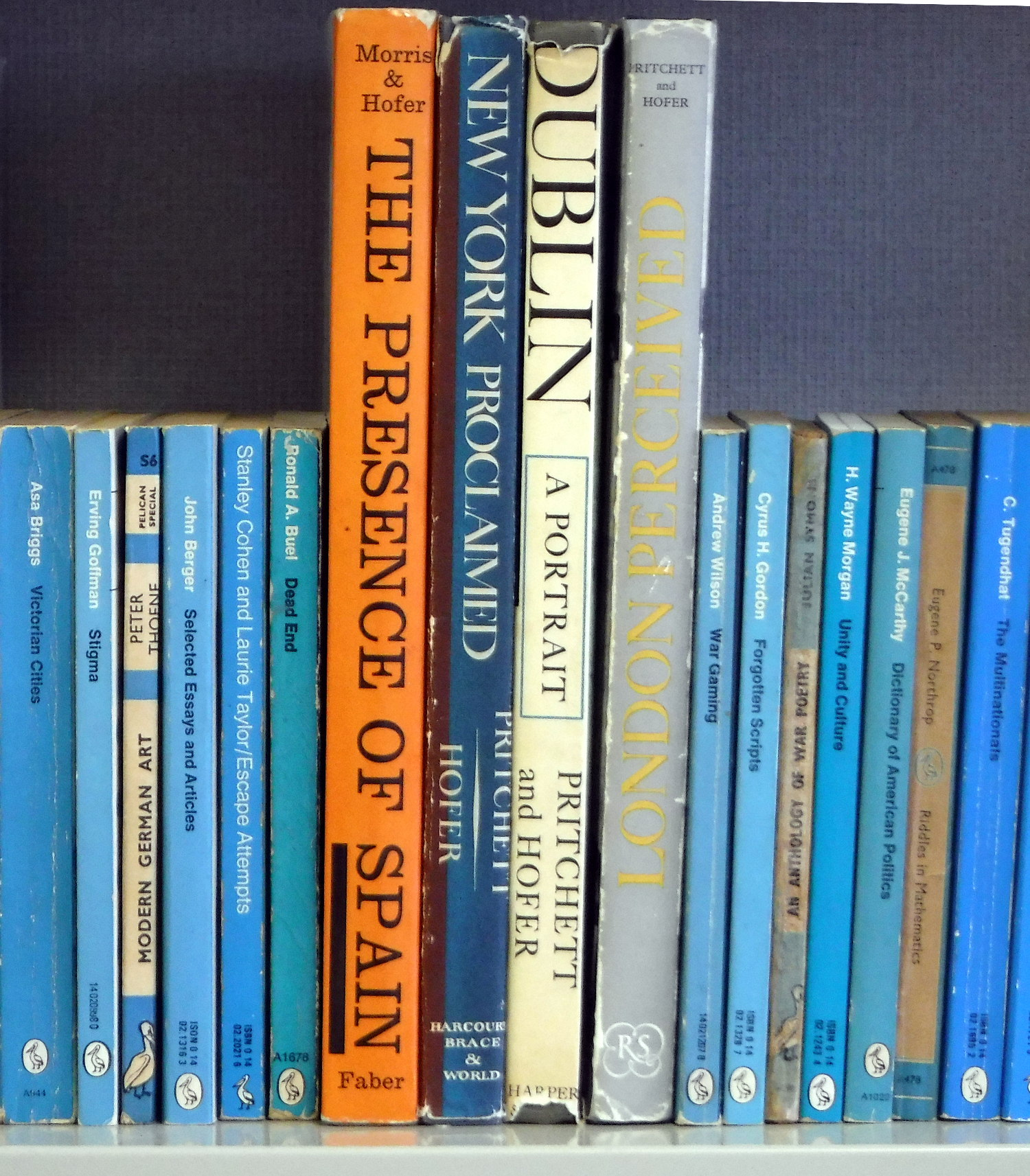
Des livres avec des photographies de Evelyn Hofer.

- Los encantos de Méjico. texte de Maurice Sandoz (OCLC 20045899)
- The Pleasures of Mexico. texte de Maurice Sandoz. New York: Kamin, 1957 (OCLC 16273402)
- The Stones of Florence. texte de Mary McCarthy. London: Heinemann, 1956. New York: Harcourt, Brace, Jovanovich, 1959. London: Heinemann, 1976  (ISBN 0434461040). San Diego: Harcourt Brace Jovanovich, 1987.  (ISBN 0151850798)[5].
- Florenz. Text by Mary McCarthy. Gütersloh: Bertelsmann, 1960.
- London Perceived. texte de V. S. Pritchett. New York: Harcourt, Brace & World, 1962. London: Chatto & Windus / Heinemann, 1962. London: Hogarth, 1986  (ISBN 0701207191). Boston: Godine, 1990.  (ISBN 1567921485). London: Penguin, 2003.  (ISBN 0141014199). London: Bloomsbury, 2011  (ISBN 9781448200962)[5].
- London. Herz und Antlitz einer Stadt. texte de V. S. Pritchett, trans. Margot Berthold. Munich and Zurich: Droemer, 1964.
- New York Proclaimed. texte de V. S. Pritchett. Chatto & Windus / Heinemann, 1965. New York: Harcourt, Brace & World, 1965. London: Reprint Society, 1966[5].
- New York. Herz und Antlitz einer Stadt. texte de V. S. Pritchett. Munich and Zurich: Droemer, 1966.
- Dublin: A Portrait. texte de V. S. Pritchett. New York: Harper & Row, 1967. London: Bodley Head, 1967. London: Hogarth, 1991  (ISBN 0701207507). London: Bloomsbury, 2011  (ISBN 9781448200740)[5].
- The Presence of Spain. texte de James Morris. New York: Harcourt, Brace & World, 1964. London: Faber & Faber, 1964.
- Spanje zoals het is. texte de James Morris. The Hague: Gaade, 1965.
- Spanien. Porträt eines stolzen Landes. texte de James Morris, trans. Kai Molvig. Berlin: Deutsche Buch-Gemeinschaft, 1967. Knaur-Taschenbücher 176. Munich: Droemer, 1968.
- The Evidence of Washington. texte de William Walton. New York: Harper & Row, 1966. London: Bodley Head, 1967.
- Portrait: Theory: Photographs and Essays by David Attie, Chuck Close, Jan Groover, Evelyn Hofer, Lotte Jacobi, Gerard Malanga, Robert Mapplethorpe and James Van Der Zee. Edité par Kelly Wise. New York: Lustrum, 1981.
- Emerson in Italy. texte de Ralph Waldo Emerson and Evelyn Barish. New York: Holt, 1989  (ISBN 0805009140).
- Evelyn Hofer: Photographs. Lausanne: Musée de l'Élysée, 1994. (OCLC 32357975).
- Evelyn Hofer. Edité par Susanne Breidenbach. Göttingen: Steidl, 2004  (ISBN 3-86521-057-0). Galerie m  (ISBN 3-923791-32-1).

## Collections
- J. Paul Getty Museum[6]
- Musée des Beaux-Arts de Houston[7]